# Hymenostegia
Hymenostegia es un género de plantas fanerógamas de la familia Fabaceae. Es originario de África.

## Especies
A continuación se brinda un listado de las especies del género Hymenostegia aceptadas hasta mayo de 2011, ordenadas alfabéticamente. Para cada una se indica el nombre binomial seguido del autor, abreviado según las convenciones y usos.
- Hymenostegia afzelii (Oliv.) Harms
- Hymenostegia aubrevillei Pellegr
- Hymenostegia bakeriana Hutch. & Dalziel
- Hymenostegia brachyura (Harms) J.Leonard
- Hymenostegia breteleri Aubrev.
- Hymenostegia felicis (A.Chev.) J.Leonard
- Hymenostegia floribunda (Benth.) Harms
- Hymenostegia gracilipes Hutch. & Dalziel
- Hymenostegia klainei Pellegr.
- Hymenostegia laxiflora (Benth.) Harms
- Hymenostegia mundungu (Pellegr.) J.Leonard
- Hymenostegia neoaubrevillei J.Leonard
- Hymenostegia ngounyensis Pellegr.
- Hymenostegia normandii Pellegr.
- Hymenostegia pellegrinii (A.Chev.) J.Leonard
- Hymenostegia talbotii Baker f.